# Rashad Sweeting
Rashad Sweeting (Nassau, 3 juni 1990) is een darter uit de Bahama's. 

## Carrière
Sweeting begon in 2009 met darten en beschreef Phil Taylor als zijn "motivatie".
Hij vertegenwoordigde de Bahama's op de WDF World Cup van 2023.
Sweeting verzekerde zich van kwalificatie voor het PDC World Darts Championship 2025 via de Championship Darts Latin America and Caribbean (CDLC) Order of Merit, waarbij hij twee van de vier evenementen in 2024 won. In Montego Bay (Jamaica) versloeg hij in juli Guillermo Soto uit Costa Rica met 6-5 in de finale, terwijl hij in oktober in Santiago (Chili) een 6-1 overwinning behaalde op Sudesh Fitzgerald om zijn tweede evenement te winnen. Soto ontzegde hem back-to-back titels, die terugkwam van een 5-3 achterstand om evenement 4 te winnen. Op het WK werd Sweeting de eerste speler ooit die de Bahama's vertegenwoordigde op het wereldkampioenschap. Hij werd in de eerste ronde geloot tegen Jeffrey de Graaf. Sweeting won de eerste set van de wedstrijd met 3-1, na zeven gemiste dubbels van De Graaf. Sweeting had de kans om met 2-0 voor te komen in sets, maar miste setdarts. De Graaf maakte de wedstrijd gelijk op 1-1 voordat hij de volgende twee sets won om Sweeting met 3-1 te verslaan.
Ondanks de nederlaag kreeg hij de aandacht van fans en media voor zijn walk-on - waarbij hij de verkeerde kant opging - en voor het vieren van een 180 met de "koude viering" van Cole Palmer van Chelsea FC. Als toernooisponsor doneerde het Ierse gokbedrijf Paddy Power £ 1.000 aan het goede doel Prostate Cancer UK voor elke 180-treffer op het evenement. Ze toonden hun waardering voor Sweetings 180 door zijn reiskosten te betalen.
In april 2025 won Sweeting voor de derde keer in zijn carrière een toernooi op de Championship Darts Latin America & Caribbean Tour. In de finale versloeg hij de Jamaicaan Jonathon Heron. In juli van datzelfde jaar won hij van Norman Madhoo uit Guyana om weer een toernooiwinst te grijpen op diezelfde tour.

## Privéleven
Zijn walk-onnummer is I'm a Bahamian (That's What I Like) van Nakhaz, dat hij koos om de mythes over de mensen in zijn land te ontkrachten. Buiten de sport werkt Sweeting als immigratiebeambte.

## Resultaten op Wereldkampioenschappen

### PDC
- 2025: Laatste 96 (verloren van Jeffrey de Graaf met 1-3)